# Ensuès-la-Redonne
Ensuès-la-Redonne è un comune francese di 5 285 abitanti situato nel dipartimento delle Bocche del Rodano della regione della Provenza-Alpi-Costa Azzurra.

## Società

### Evoluzione demografica
Abitanti censiti